# Cartoon Network
Cartoon Network – amerykańska stacja telewizyjna działająca od 1992 roku, a należąca do Turner Broadcasting System, części przedsiębiorstwa Warner Bros. Discovery. Cartoon Network emituje głównie seriale animowane, przeznaczone przeważnie dla dzieci i nastolatków.
Cartoon Network została stworzona przez przedsiębiorstwo Turner Entertainment jako kanał tematyczny przeznaczony dla dzieci. Początkowo emitowała produkcje autorstwa wytwórni Hanna-Barbera i Metro-Goldwyn-Mayer, później przestawiła się jednak na produkcję seriali animowanych w ramach studia Cartoon Network Studios. Oprócz standardowej emisji Cartoon Network zawiera również dodatkowe pasma: Adult Swim, pasma dla dorosłych i starszej młodzieży oraz Toonami nastawione wyłącznie na emitowanie seriali skoncentrowanych na akcji.
Cartoon Network odniosła znaczącą popularność nie tylko w Stanach Zjednoczonych (w 2013 roku subskrybowało ją pod nazwą Adult Swim blisko 99 milionów gospodarstw domowych). Stacja założyła liczne oddziały w innych państwach, m.in. w Polsce.